# Роко и неговите братя
„Роко и неговите братя“ (на италиански: Rocco e i suoi fratelli) е филм – натуралистична драма от 1960 година, режисирана от Лукино Висконти, с участието на Ален Делон, Ренато Салватори, Ани Жирардо и Клаудия Кардинале.
Филмът е съвместна продукция на Италия и Франция по сценария, написан от Висконти и Сузо Чеки Д'Амико. Произведението разказва историята за разпадащите се връзки на мигрирала фамилия от бедния Италиански юг в индустриалния Милано.
Ален Делон, тогава млада звезда на европейското кино, изиграва една от първите си главни роли. Заглавието е белязано и с една от ранните роли на Клаудия Кардинале, преди името ѝ да стане световноизвестно.
Филмът е удостоен с множество награди и номинации от европейските филмови фестивали, сред които е специалният приз на Фестивала във Венеция. Американският филмов критик от в. „Ню Йорк Таймс“ Бозли Краутър сравнява филма с класическото американско произведение „Гроздовете на гнева“ с участието на Хенри Фонда, филмирано през 1940 година по едноименния роман на Джон Стайнбек.

## Сюжет
След смъртта на съпруга си вдовицата Розария Паронди (Катина Паксино), заедно със синовете си Симоне (Ренато Салватори), Роко (Ален Делон), Чиро (Макс Картие) и Лука (Роко Видолаци) пристигат с вечерния влак в Милано от юг. Най-възрастният син на Розария, Винченцо (Спирос Фокас) живее при семейството на годеницата си Джинета (Клаудия Кардинале) в миланския квартал Ламбрат и работи в строителството. Семейството се отправя към дома на Джинета, където има семейно мероприятие. Появявайки се на прага, Розария и момчетата започват да прегръщат Винченцо. Те са поканени да влязат, но възниква проблем. Розария обвинява Винченцо за това, че не е в траур от смъртта на баща си и възнамерява да се ожени за Джинета. Това предизвиква недоволството на майката на Джинета и след разразилия се скандал Розария и децата заедно с Винченцо напускат дома. В Милано те не познават никого и Винченцо ги настанява при свои познати, а самият той отива да нощува на строежа. Охранителят на строежа съветва Винченцо да наеме квартира и да заплати само за първите два месеца наема, след което да спре да плаща. След време, заради неплатежоспособност, ще ги настанят в квартира за длъжници. Винченцо това и прави.
Винченцо ходи на тренировки по бокс и Симоне и Роко също започват. Скоро на Роко му омръзва и той се отказва. Въпреки че е по-млад, Симоне е по-силен физически от Винченцо и бързо започва да прогресира в бокса. Той е приет в боксовия клуб „Аурора Милано“, собственост на Чечи (Паоло Стопа), където се превръща в най-силния боксьор. Той започва да се боксира за пари и непрекъснато печели. В сградата, където са настанени семейство Паронди живее и Надя (Ани Жирардо), която води разюздан начин на живот. Веднъж тя напуска дома си след поредния скандал с баща си и търси подслон в квартирата на Паронди. Те ѝ дават дрехи, но Надя се измъква през прозореца в банята и бяга. Впоследствие тя започва да се среща със Симоне, който обича жените и запоите, въпреки че Чечи му е забранил това.
Роко започва работа в едно химическо чистене и е добросъвестен работник. При него идва Симоне, където го обслужват. Преобличайки се, без никой да го забележи, той взима чужда риза, след което моли Роко да му заеме някакви пари. Собственичката на химическото чистене дава на Симоне известна сума, като по този начин изчиства дълга от заплатата на Роко. Останалите работници започват да подозират Роко за кражбата на ризата, но Симоне я връща и съблазнявайки собственичката, сваля от гърдите и скъпа брошка. Той отнася брошката като подарък на Надя, но тя връща украшението чрез Роко.
Междувременно Роко е призован в редовете на армията. Семейството започва да се издържа само от неговите приходи, тъй като Винченцо се е оженил за Джинета и живеят отделно, Чиро ходи на вечерно училище, Лука разкарва продукти, а Симоне се е отдал на гуляи. Роко служи в друг град и веднъж на улицата е разпознат от Надя, която е била в затвора, но е освободена. Между тях впоследствие се появяват чувства. Роко е демобилизиран и се завръща у дома, но там намира само майка си. Братята му са отишли при Винченцо, на който му се е родил син и Роко също отива да го поздрави. Роко се опитва да вкара Надя в правия път и да я откаже от развратния начин на живот. Надя започва да посещава курс за машинописки и престава да се занимава с проституция. Тя е влюбена в Роко и изглежда, че се е поправила, но идилията е развалена от Симоне. Той разбира, че Надя е започнала да се среща с брат му. Симоне и приятелите му ги намират. Братята започват да изясняват отношенията си сбивайки се, но Симоне е по-силен от Роко. Той изнасилва Надя, докато приятелите му държат Роко. След това Надя избягва, а Роко започва да ридае. Случката не предизвиква в Роко ненавист към брат му, на него това му изглежда жалко, но Симоне отново разпалва враждата. И този път Роко се оказва по-слаб. Едва жив, той отива в дома на Винченцо, където губи съзнание. Оттогава Роко започва да живее там. Той моли Надя да се върне при Симоне, но тя обича него, въпреки че Роко я отхвърля заради брат си. Те развалят отношенията си и Надя се връща при Симоне и към предишния си начин на живот. Пиянството слага кръст на спортната кариера на Симоне, той започва да губи боевете си, Чечи се отказва от него, но е заинтригуван от Роко, който отново е започнал да се занимава с бокс. За разлика от Симоне, той е целеустремен, дисциплиниран и води здравословен начин на живот. Скоро трудът му започва да дава плодове, Роко заработва добри пари в боевете и като част от националния отбор на Италия става шампион, побеждавайки на финала противник от Швеция и става знаменитост. Животът на Симоне се срива и стига дъното, над него започват да издевателстват дори приятелите му. Надя го ненавижда заради осакатения си живот и в крайна сметка го напуска. Симоне също напуска дома си. Той непрекъснато проси пари от Роко, който му дава всеки път. Това не се харесва на Чиро, той презира Симоне, но майка им и Роко продължават да го обичат. Симоне си урежда среща с Надя в опит да я върне при себе си, но разбирайки, че това е безполезно, от отчаяние я убива.
Семейство Паронди се събират на празнична вечеря, за да ознаменуват победите на Роко. Поканени са и съседите. По средата на празненството се появява Симоне, но само майка му се радва да го види, той за нея винаги ще си остане син, макар и лош. На Симоне вече семейството му е безразлично, той се дразни от успехите на Роко. За пореден път Симоне иска от Роко пари, който е готов да му даде, но Чиро се възпротивява. Той повече от всички е обичал Симоне и сега е най-много разочарован от него. Розария удря шамар на Чиро. Като селска жена със здрави семейни връзки тя не може да разбере отношението на Чиро към Симоне, та нали са братя. След шамара, Чиро бяга от дома им. Роко и Лука го догонват, но той не желае да се върне. Чиро отива в полицията и предава Симоне, който е арестуван. Чиро окончателно решава да не се прибира повече у дома.
След известно време Лука отива при Чиро и го кани на вечеря у дома. Той му разказва, че Винченцо има вече второ дете, а Роко е заминал на състезание. Чиро е започнал работа в завода на Алфа Ромео, получава прилична заплата и е заприличал на истински миланец. За разлика от Роко той няма никакво намерение някога да се завърне на село. Роко така и не успява да обикне този град. Него го влече към родния край, земята на дедите му. Той мечтае един ден да се върне там. Чиро продължава да мрази Симоне и не може да разбере в какво се е превърнал той, та нали те имат здрави семейни корени. Роко обяснява това с пагубното влияние на заобикалящата ги среда. Голям град като Милано ти дава много възможности за реализация, но в същото време и много съблазни. Според него именно това е развалило Симоне, а Роко е останал равнодушен и само Чиро е успял да се реализира.

## В ролите
| Актьор            | Роля                      |
| ----------------- | ------------------------- |
| Ален Делон        | Роко Паронди              |
| Ренато Салватори  | Симоне Паронди            |
| Ани Жирардо       | Надя                      |
| Катина Паксино    | Розария Паронди           |
| Клаудия Кардинале | Джинета                   |
| Алесандра Панаро  | годеницата на Чиро        |
| Макс Картие       | Чиро Паронди              |
| Спирос Фокас      | Винченцо Паронди          |
| Енцо Фиермонте    | боксьор                   |
| Ренато Тера       | Алфредо – брат на Джинета |
| Роджър Ханин      | Морини                    |
| Паоло Стопа       | Чечи                      |
| Сузи Делеър       | Луиза                     |
| Адриана Асти      | Перачка                   |
| Клаудия Мори      | Перачка                   |

## Любопитни факти
- Миланската община отменя разрешението за заснемане на сцена с убийство на популярно туристическо място в града. Впоследствие властите забраняват излъчването на филма, въпреки че значителна част от лентата е изрязана.[5]
- Режисьорът Висконти среща големи проблеми при филмирането, след като постоянно са му отказвани първоначално обещани разрешителни за снимките. Той е принуден да снима на неподходящи терени.[5]
- Когато филмът е пуснат по екраните в САЩ през 1961 година, около 30 минути от лентата са изрязани, защото се е смятало, че във филма има твърде много насилие.[5]
- Главните изпълнители Ренато Салватори и Ани Жирардо стават любовници в реалния живот. Женят се през 1962 година и живеят заедно до смъртта на Салватори през 1988 година.[5][6][7]
- Италианският е езикът на оригиналната продукция. Тъй като Ален Делон е французин, гласът му е дублиран от италиански актьор.[5]
- Прославения режисьор Франсис Форд Копола е толкова голям почитател на филма, че кани композитора на музиката Нино Рота да композира за класическото произведение на Копола – Кръстникът (1972). Вследствие композиторът първо е номиниран за награда „Оскар“ през 1973 година, а през 1975 година печели отличието за продължението на филма.[5]
- Въпреки проблемите с цензурата или може би заради тях филмът жъне огромен касов успех в родната си Италия.[5]